# Emmet (хералдика)
Emmet, такође назван pismire, је хералдички набој у европској хералдици, посебно у Енглеској и Немачкој хералдици, који представља историјска имена за мрава.

## Значај
Emmet се може схватити као симбол напорног рада и мудрости, иако се симболици у хералдици увек треба приступити са скептицизмом, јер руке могу бити нагнуте, или симболизам можда није применљив у одређеном случају. У свом  A Display of Heraldrie (1610), Џон Гилим са енглеског колеџа оружја каже:
„Еметом или Писмиром може се означити Човек великог рада, мудрости и провидности у свим својим пословима, и трудног и спремног памћења.“

## Став
Emmet  се често приказује као Recursant, или окренут леђима гледаоцу, гледано одозго.

## Галерија
- Грб Ахја, у Естонији
- Грб Бјартраа, у Шведској
- Грб Брекендорфа, у Шлезвиг-Холштајну, Немачка
- Грб Фулерен, у Алзасу, Француска
- Грб комуне Saint-Maurice-sur-Moselle, Француска
- Грб Sewen, Француска
- Грб Marwice, Пољска
- Грб Zeschdorf, у Бранденбург, Немачка